# Cunina polygonia
Cunina polygonia is een hydroïdpoliep uit de familie Cuninidae. De poliep komt uit het geslacht Cunina. Cunina polygonia werd in 1879 voor het eerst wetenschappelijk beschreven door Haeckel. 